# Donovan Ricketts
Donovan Ricketts   (Montego Bay, 7 de juny de 1977) és un futbolista jamaicà de la dècada de 2000.
Fou 100 cops internacional amb la selecció de Jamaica. Pel que fa a clubs, destacà a Bolton Wanderers FC, Bradford City i LA Galaxy.